# 丹沢大山国定公園
丹沢大山国定公園（たんざわおおやまこくていこうえん）は、丹沢山地一帯にある面積27,572haの国定公園である。全域が神奈川県内にある。1965年3月25日指定。

## 経緯
- 1960年5月 - 神奈川県北西部の面積38,726haが神奈川県立丹沢大山自然公園に指定される。
- 1965年3月25日 - 県立丹沢大山自然公園の中心部、面積27,572haが丹沢大山国定公園に指定される。

## 地理

### 山
- 蛭ヶ岳 (1,673m) - 神奈川県最高峰
- 不動ノ峰 (1,614m)
- 鬼ヶ岩ノ頭 (1,608m)
- 檜洞丸 (1,601m)
- 棚沢ノ頭 (1,590m)
- 大室山 (1,588m)
- 丹沢山 (1,567m)
- 塔ノ岳 (1,491m)
- 同角ノ頭 (1,491m)
- 臼ヶ岳 (1,460m)
- 丹沢三峰
  - 東峰（本間ノ頭） (1,345m)
  - 中峰（円山木ノ頭） (1,360m)
  - 西峰（太礼ノ頭） (1,352m)
- 鍋割山 (1,273m)
- 大山 (1,252m)
- 三ノ塔 (1,205m)
- 二ノ塔 (1,144m)
- 焼山 (1,060m)

### 河川
- 中津川（旧中津渓谷）
  - 早戸川
  - 唐沢川
  - 塩水川
  - 本谷川
  - 布川
- 河内川
  - 玄倉川（ユーシン渓谷）
  - 中川川
  - 世附川
- 道志川
  - 神ノ川

### 湖（ダム湖）
- 宮ヶ瀬湖（宮ヶ瀬ダム）
- 丹沢湖（三保ダム）

### 滝
- 早戸大滝
- 本棚
- 下棚
- 遺言棚

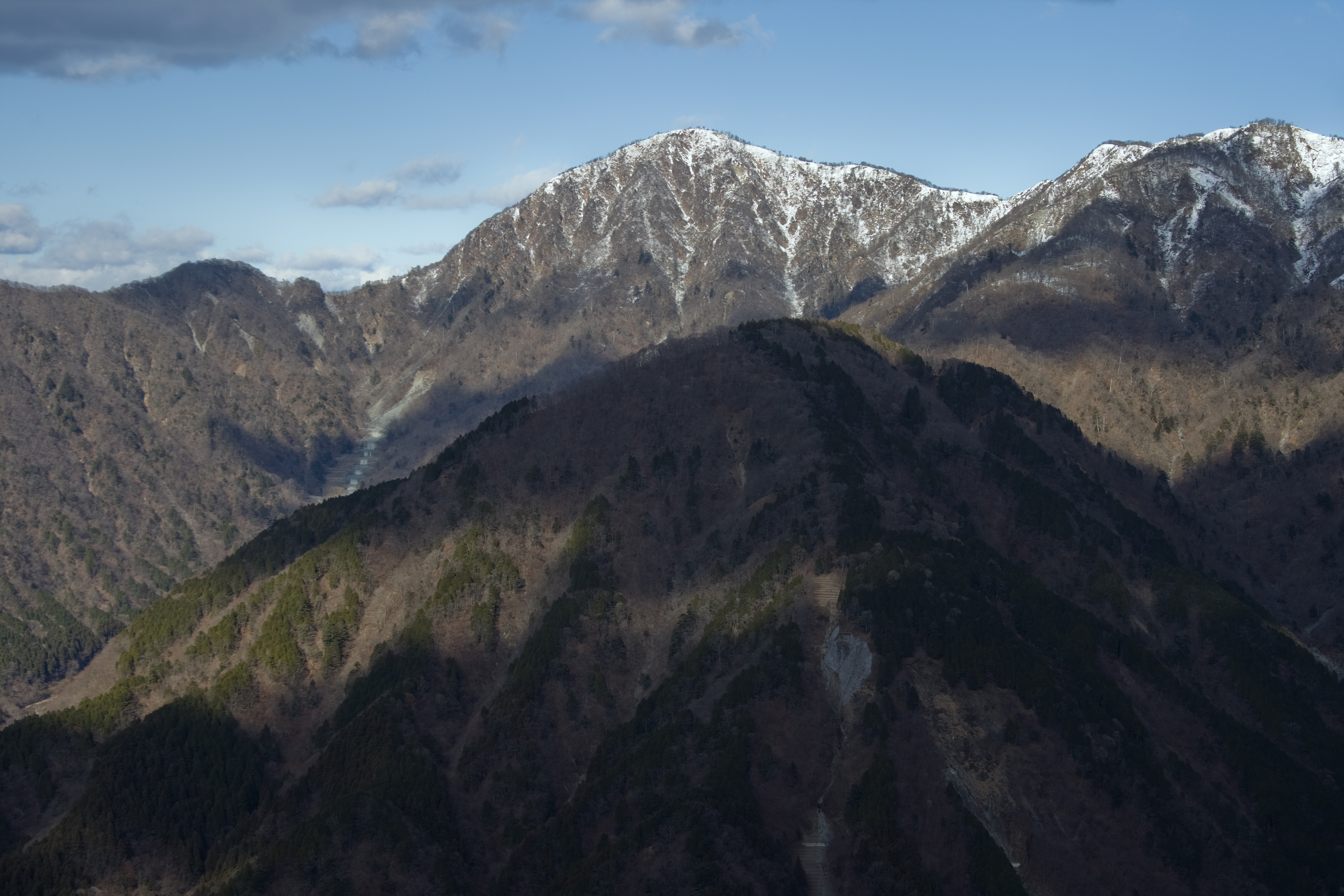
蛭ヶ岳
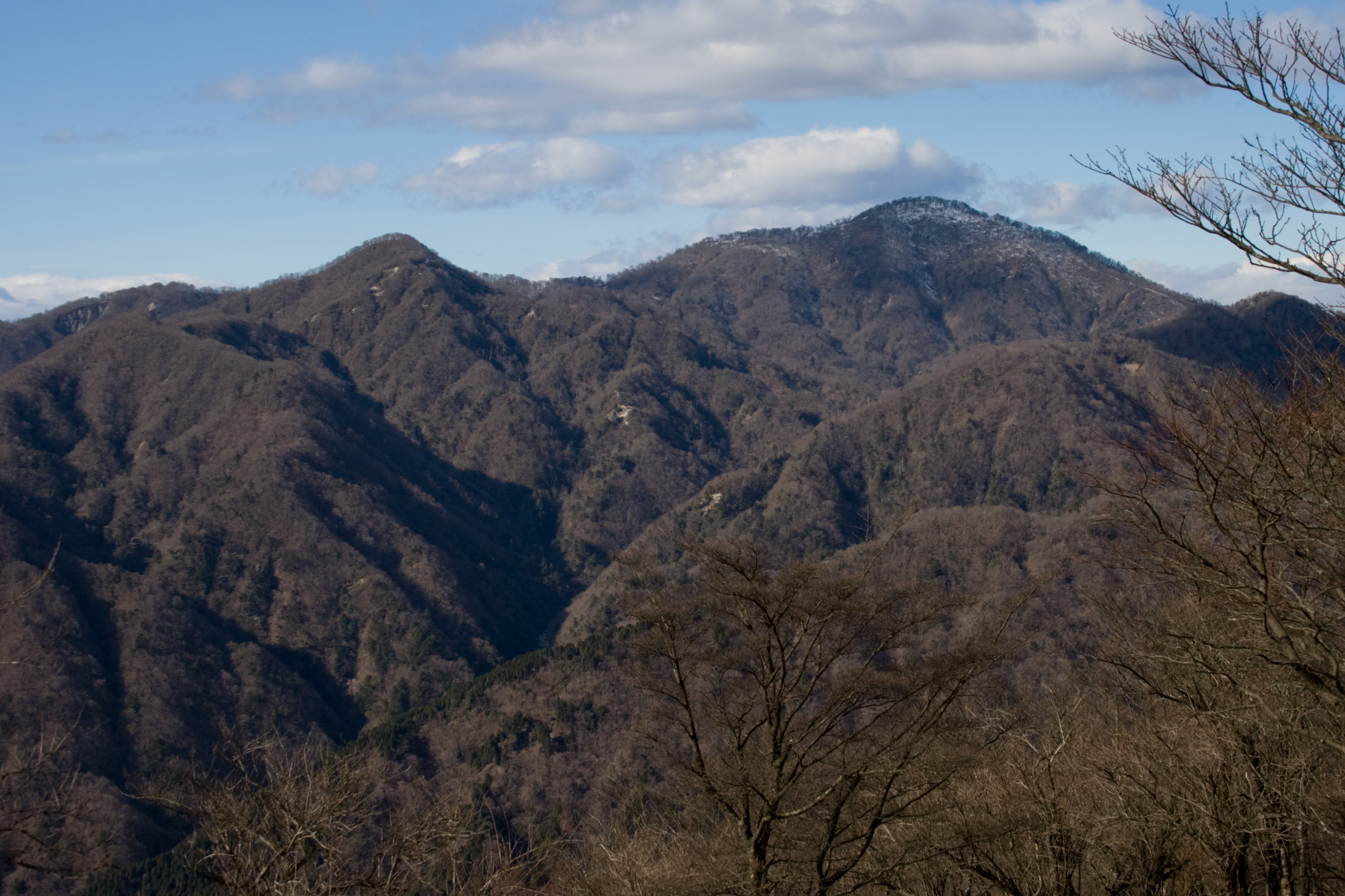
檜洞丸
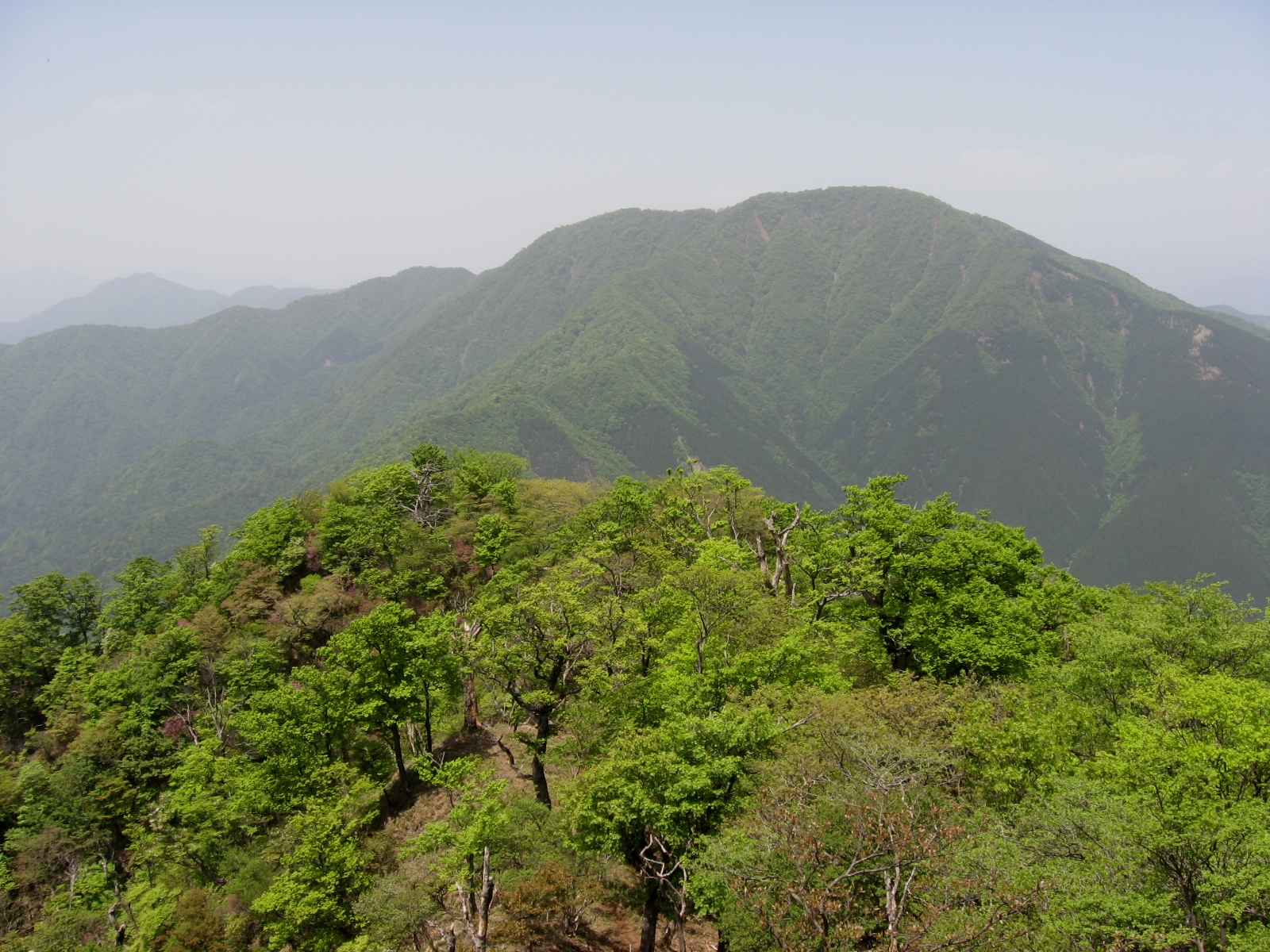
大室山
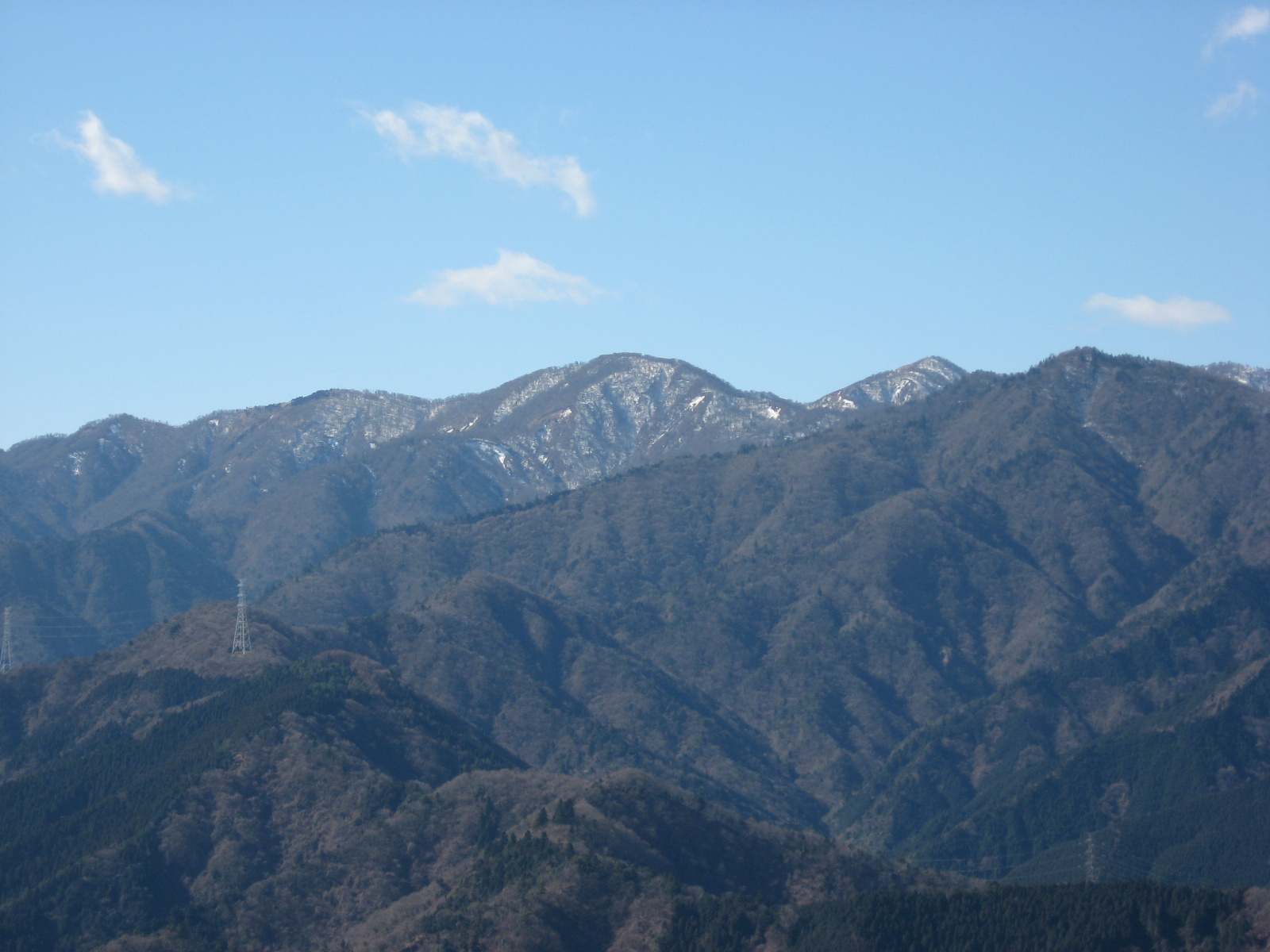
丹沢山
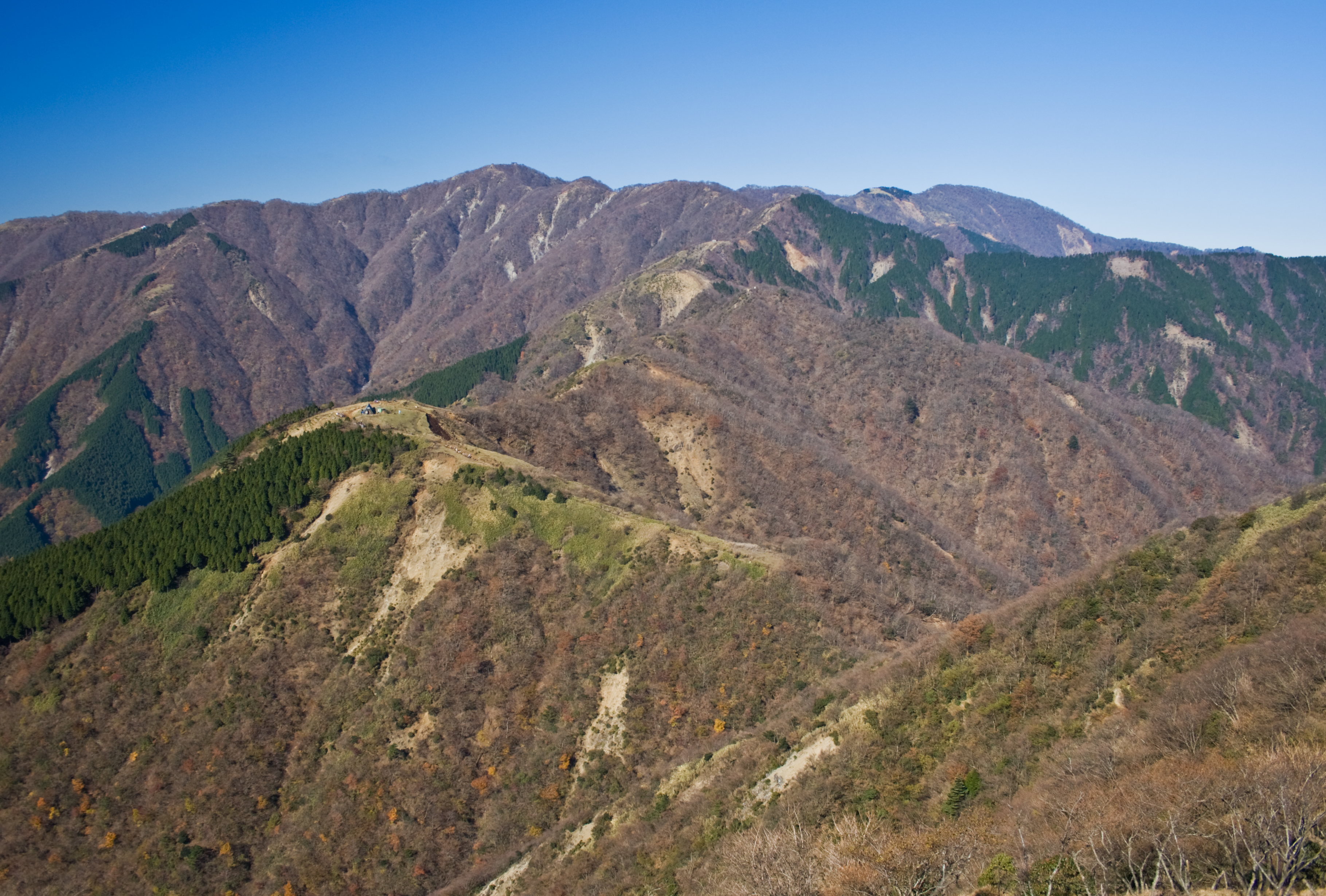
塔ノ岳
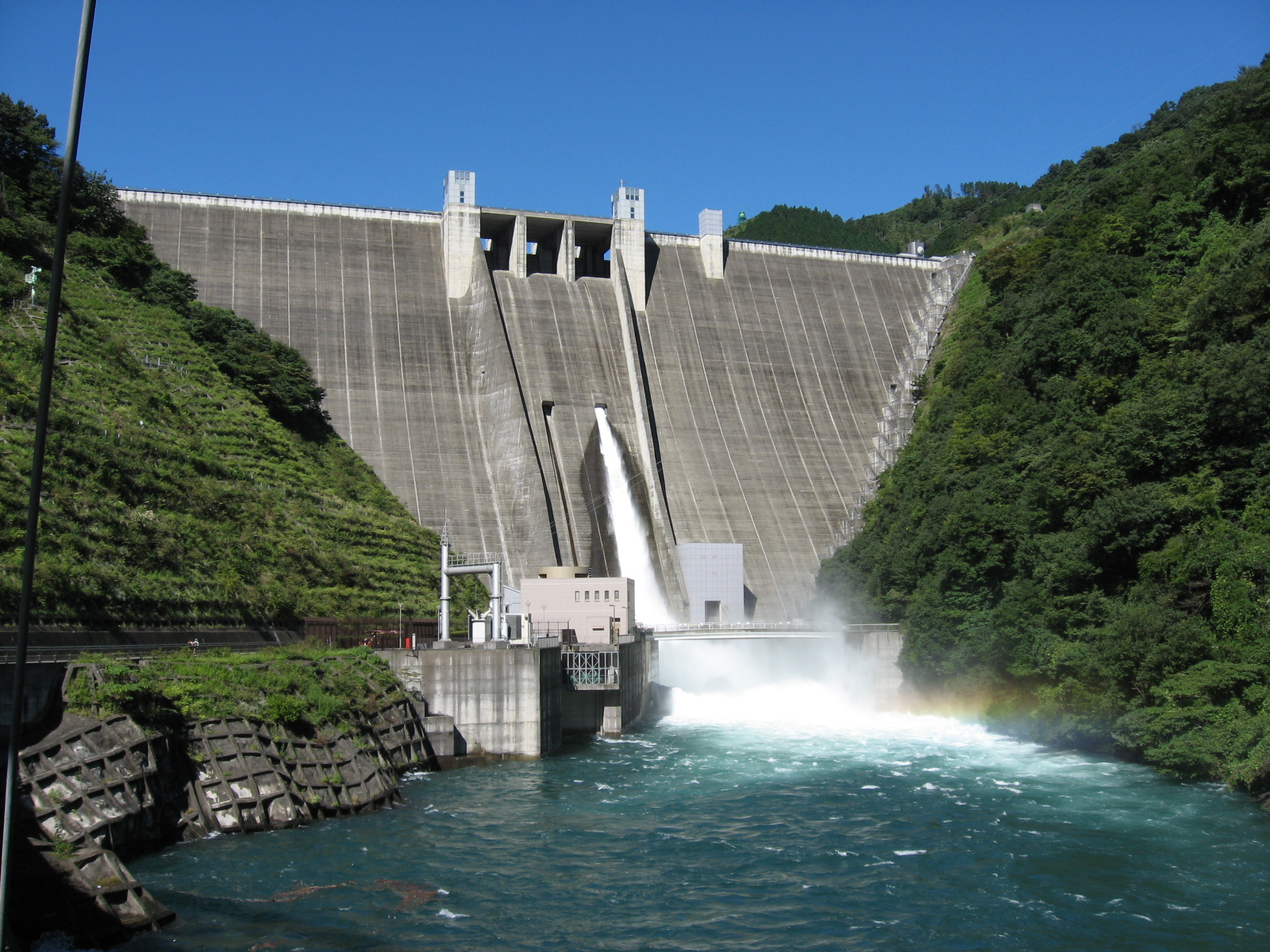
宮ヶ瀬ダム
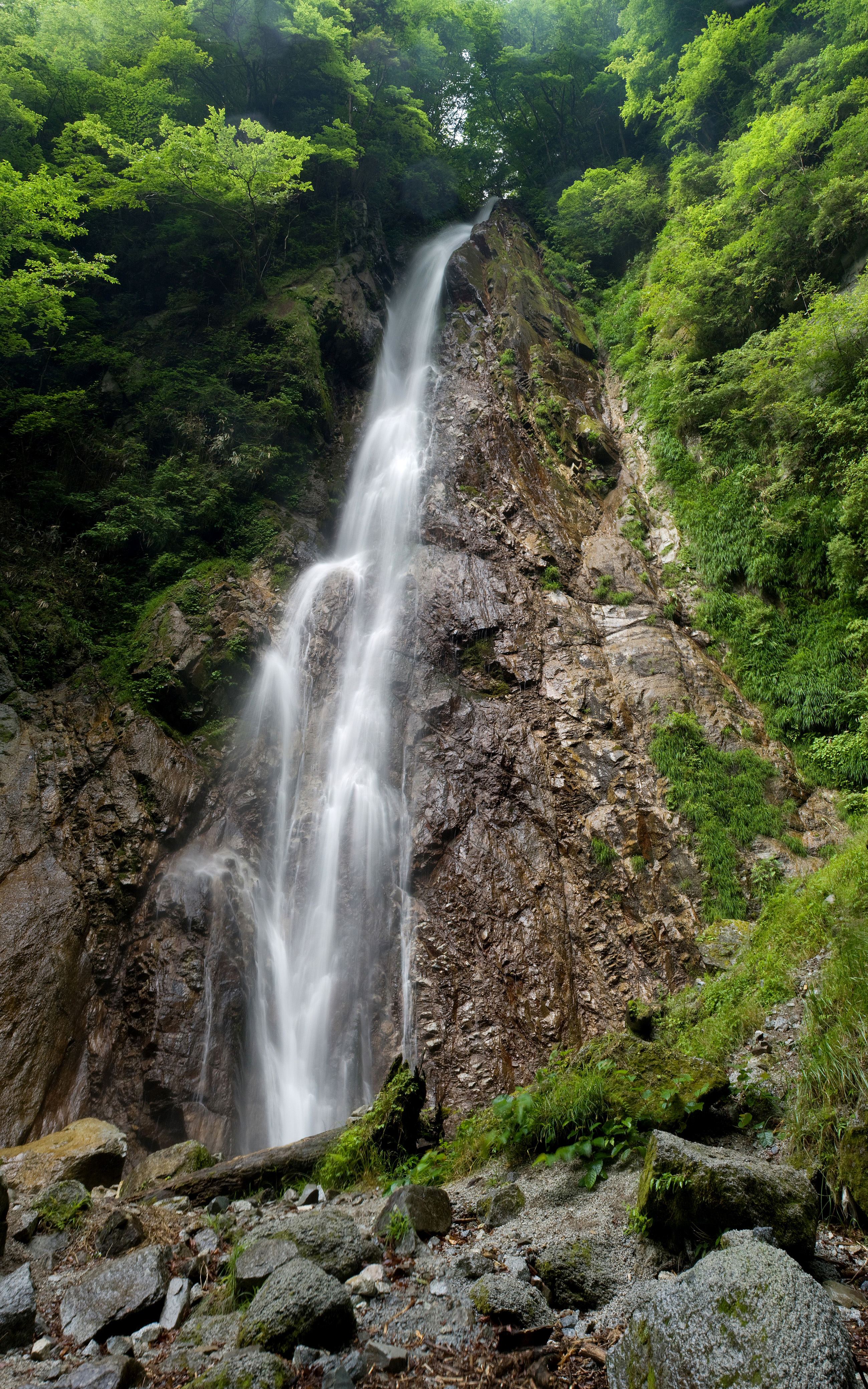
本棚